# Philip Witte
Philip Witte, född den 29 juli 1984 i Hamburg, Tyskland, är en tysk landhockeyspelare.
Han tog OS-guld i herrarnas landhockeyturnering i samband med de olympiska landhockeytävlingarna 2008 i Peking.